# Lorenz Zahneisen

Lorenz Zahneisen

Lorenz Zahneisen (* 31. August 1897 in Bamberg; † 20. Oktober 1950 in Erlangen) war ein deutscher Politiker (NSDAP), Oberbürgermeister von Bamberg und SA-Führer.

## Leben und Wirken

### Jugend und Erster Weltkrieg
Nach dem Besuch der Volksschule erlernte Zahneisen das Dreherhandwerk. Begleitend dazu besuchte er die Berufsfortbildungsschule. Am 3. August 1914 meldete er sich als Kriegsfreiwilliger zum Ersten Weltkrieg, in dem er bis zum Oktober 1917 mit dem Königlich Bayerischen Reserve-Feldartillerie-Regiment Nr. 9 kämpfte. Im Krieg wurde Zahneisen verwundet und mit dem Eisernen Kreuz II. Klasse sowie dem Bayerischen Militärverdienstkreuz ausgezeichnet.

### Weimarer Republik
1923 trat Zahneisen erstmals in die NSDAP ein. Nach dem vorübergehenden Verbot der Partei in der Zeit von November 1923 bis Januar 1925 schloss er sich dieser erneut an (Mitgliedsnummer 3.915) und machte nun rasch Karriere als Parteifunktionär. Als führender Nationalsozialist in Bamberg übernahm Zahneisen das Amt eines Kreisleiters in seiner Heimat. Joseph Goebbels, der ihn zu dieser Zeit kennenlernte, urteilte 1926 nach seiner ersten Begegnung mit Zahneisen:

„Ich lerne prächtige Menschen kennen. Vor allem Zahneisen. Ein Rassetyp.“

In der Sturmabteilung (SA), der paramilitärischen Formation der NSDAP, übernahm Zahneisen ebenfalls Führungsaufgaben und stieg bis in den Rang eines SA-Oberführers auf.
Als Lokalpolitiker wurde Zahneisen 1929 Stadtrat in Bamberg, 1932 erhielt er ein Abgeordnetenmandat für den Bayerischen Landtag. Im Juni 1932 wurde er für mehrere Monate aus dem Landtag ausgeschlossen, da er zu einer Sitzung in Parteiuniform erschienen war.

### Zeit des Nationalsozialismus
Nach der nationalsozialistischen „Machtergreifung“ im Frühjahr 1933 wurde Zahneisen im April zum ehrenamtlichen Ersten Bürgermeister der Stadt Bamberg ernannt, nach der Absetzung von Luitpold Weegmann am 31. März 1934 wurde er Oberbürgermeister. Definitiv wurde ihm am 1. April 1936 diese Funktion übertragen. Gleichzeitig war er Kreisleiter der NSDAP. In dieser Eigenschaft war er unter anderem für die Zerstörung der Synagoge der Stadt in der Reichspogromnacht 1938 verantwortlich.
Im November 1933 zog Zahneisen als Abgeordneter für den Wahlkreis 26 (Franken) in den Reichstag ein, dem er bis zum Ende der NS-Herrschaft im Frühjahr 1945 angehörte.

### Nachkriegszeit
1948 wurde Zahneisen bei der Entnazifizierung von einer Spruchkammer als „Mitläufer“ eingestuft, wogegen er sich mit dem Hinweis wandte: „Ich wünsche nicht, als Mitläufer eingestuft zu werden. Ich war stets aktives Mitglied der Nazi-Partei.“ Nach dem Ende seiner Internierung 1948 wurde er in Untersuchungshaft genommen, weil gegen ihn im Zusammenhang mit der Zerstörung der Bamberger Synagoge wegen Landfriedensbruchs und Brandstiftung ermittelt wurde. Wegen dieser Vergehen wurde Zahneisen am 11. April 1949 zu vier Jahren Zuchthaus verurteilt. Diese Strafe wurde jedoch am 3. Juni 1950 hauptsächlich wegen seiner schlechten Gesundheit auf drei Jahre herabgesetzt. Im September 1950 wurde Zahneisen vorzeitig aus der Haft entlassen. Er starb einen Monat danach an einer schweren Erkrankung.